# 西一色駅
西一色駅（にしいしきえき）は、かつて愛知県幡豆郡一色町味浜（現：西尾市一色町味浜）にあった名古屋鉄道三河線の駅（廃駅）である。

## 歴史
- 1926年（大正15年）9月1日：大浜港（のちの碧南） - 神谷（のちの松木島）間（当時：三河鉄道）の開通に伴い、味浜駅として開業[1]。
- 1927年（昭和2年）10月25日：駅舎を新築し、西一色駅に駅名改称[2][3]。
- 1941年（昭和16年）6月1日：三河鉄道が名古屋鉄道に合併。同社三河線の駅となる。
- 1971年（昭和46年）2月1日：無人化[4]。
- 1986年（昭和61年）：駅舎解体[2]。
- 1990年（平成2年）7月1日：碧南 - 吉良吉田間の電化設備廃止[5]。レールバス（キハ20形）の営業開始[5]。
- 2004年（平成16年）4月1日：廃止[1]。

## 駅構造
ホーム1面1線の停留場であった。昔は木造の駅舎があったが、無人化後に解体された。構内は広く、昔貨物の積み下ろしをしていたと思われるホーム跡が2019年頃の施設撤去工事(下画像参照)まで残っており、昔の繁栄を思わせた。2023年現在、駅跡は撤去を免れた一部のホーム跡を除いて住宅地として再開発された。
ホームの有効長は当初2両だったが、1967年度下期建設改良工事で4両化された。

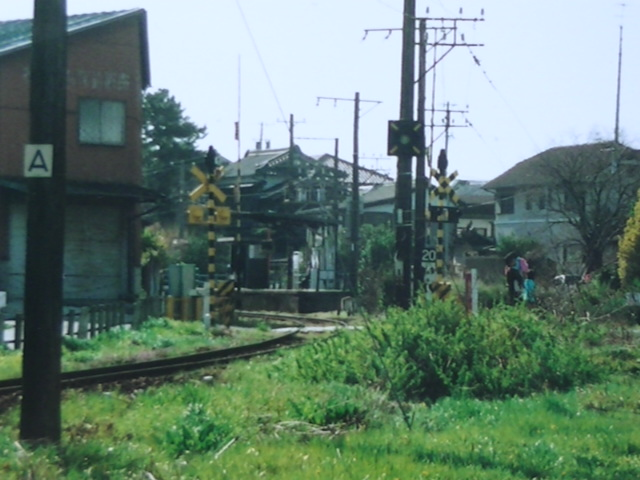
廃止前の西一色駅（2004年）。 寺津側から望む。
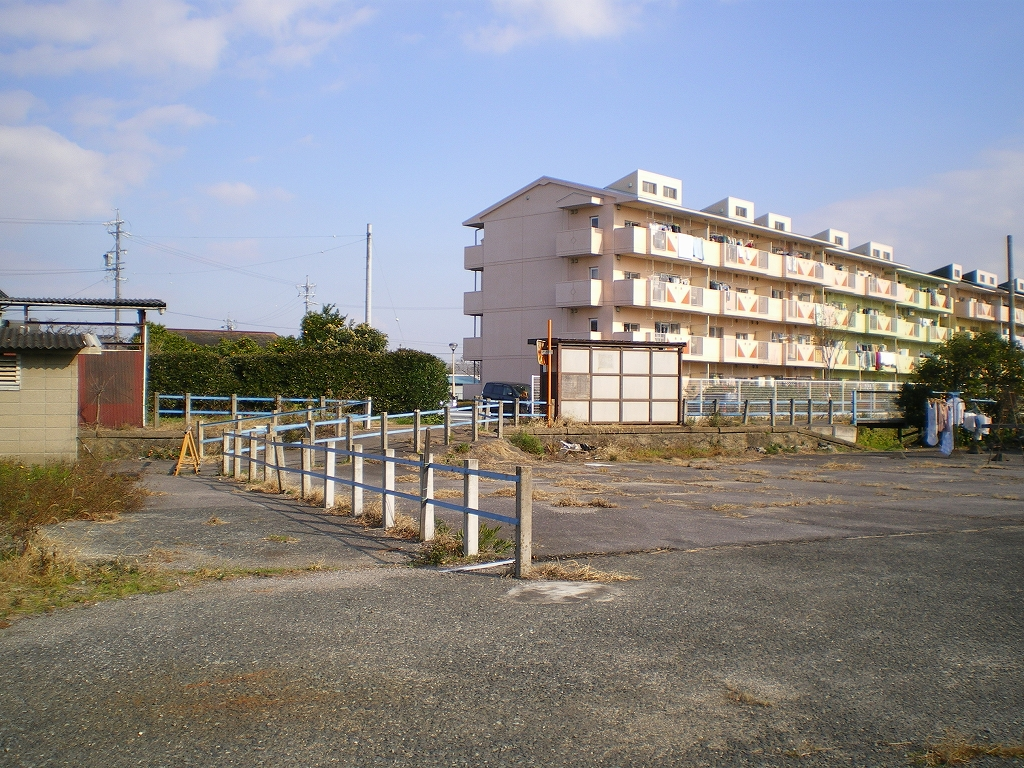
廃止後の西一色駅（2009年）
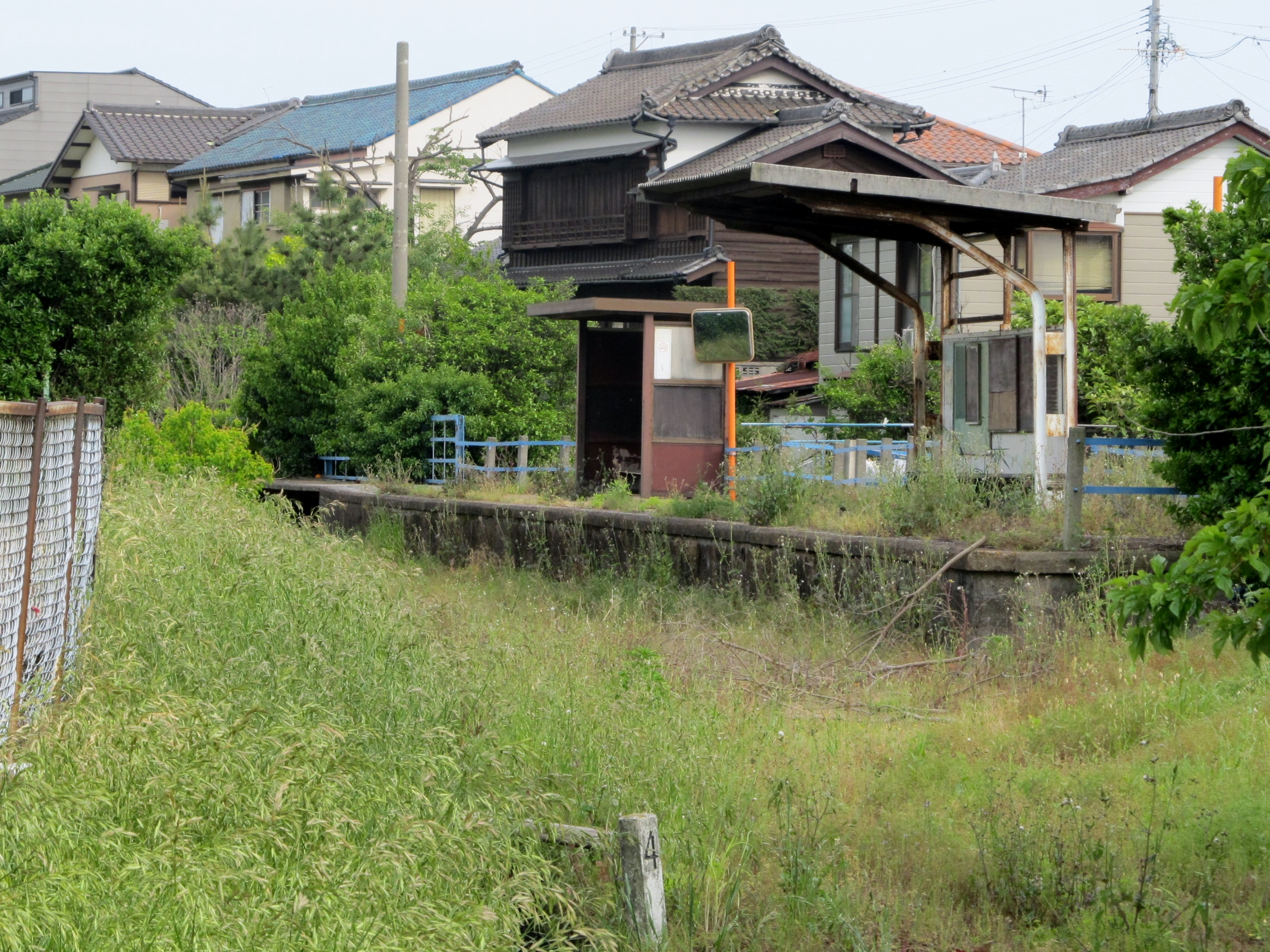
ホーム跡（2012年）
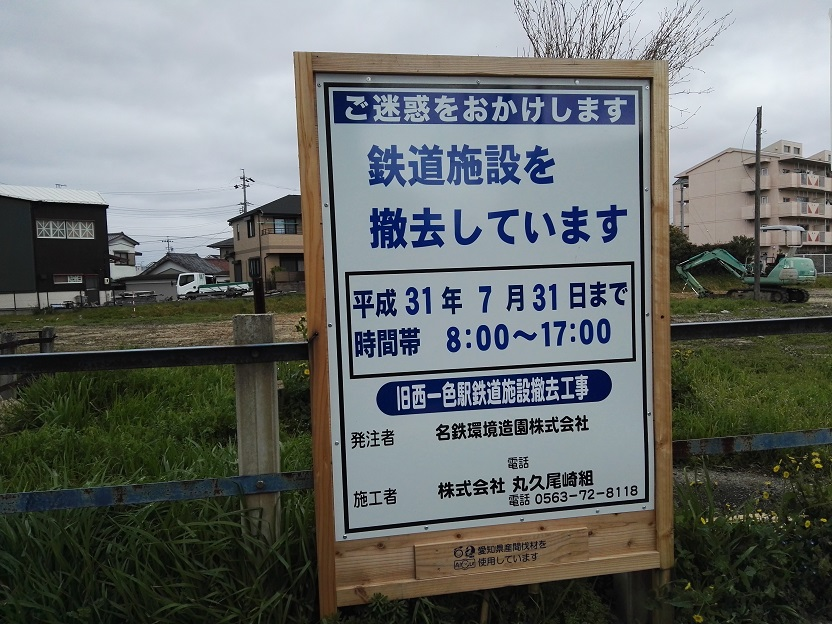
駅跡撤去の案内板（2019年）
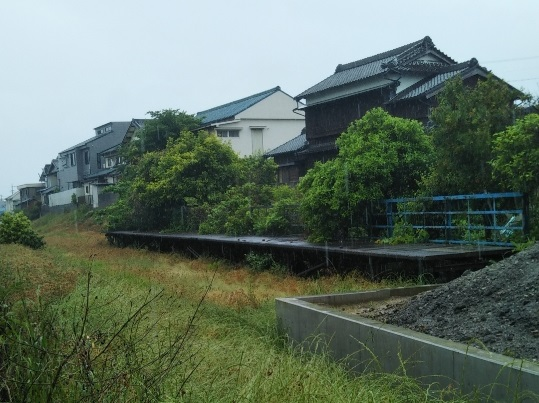
撤去を免れたホーム跡の一部（2021年）

### 配線図
| ← 碧南方面 | 西一色駅 構内配線略図 | → 吉良吉田方面 |
| 凡例 出典: |                       |                |

## 利用状況
- 『名古屋鉄道百年史』によると1992年度当時の1日平均乗降人員は804人であり、この値は岐阜市内線均一運賃区間内各駅（岐阜市内線・田神線・美濃町線徹明町駅 - 琴塚駅間）を除く名鉄全駅（342駅）中242位、 三河線（38駅）中22位であった[8]。
- 『愛知統計年鑑』によると2003年度の乗車人員は1日平均207人であった[9]。2003年度までの1日平均乗車人員は下表の通り。

| 年度   | 1日平均 乗車人員 |
| ------ | ---------------- |
| 1998年 | 260              |
| 1999年 | 229              |
| 2000年 | 233              |
| 2001年 | 221              |
| 2002年 | 217              |
| 2003年 | 207              |

## 駅周辺
- 愛知県立一色高等学校
- 八王子神社
- 赤羽別院親宣寺
- 高須病院
- 国道247号
- 愛知県道12号豊田一色線

一色高等学校の最寄り駅として通学利用者が多かったことから、廃線後に西一色駅の駅名板が一色高校に譲られている。

### バス路線
ふれんどバス
- 三河線の碧南 - 吉良吉田間の廃止に伴う代替バスとして運行されている。駅跡地付近にある同路線の停留所は「一色高校西」である。

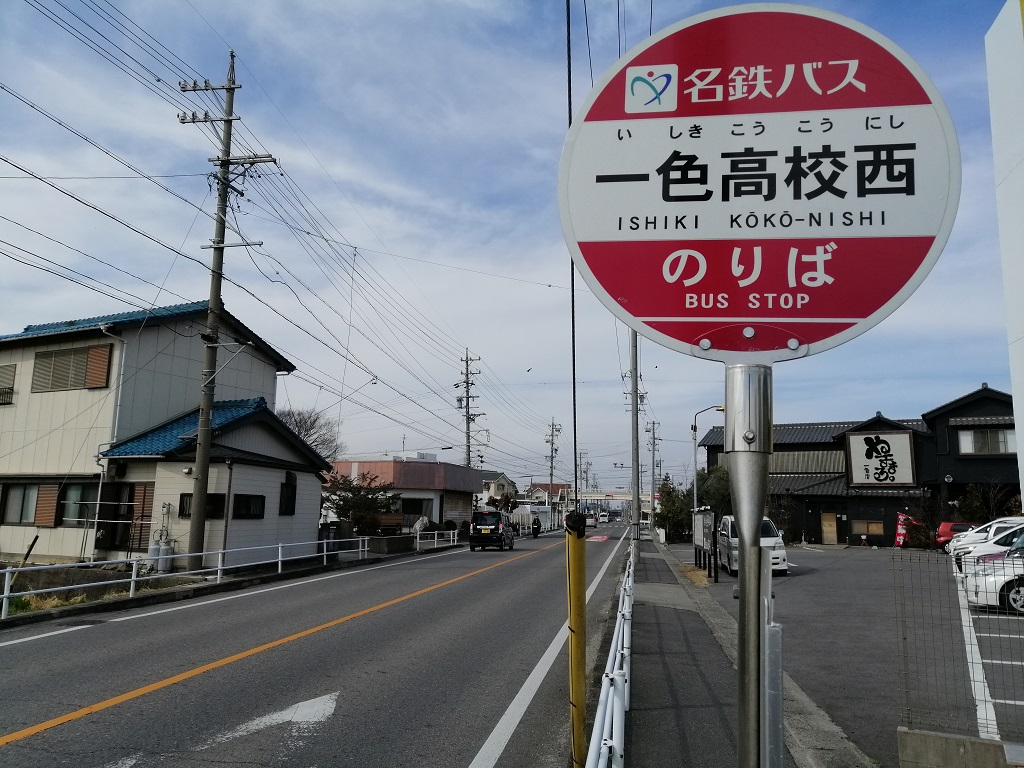
一色高校西バス停

名鉄東部交通
- 名鉄東部交通 一色線のバス。駅跡地付近にある同路線の停留所は「赤羽根口」である。

## 隣の駅
名古屋鉄道
三河線（廃止区間）
寺津駅 - 西一色駅 - 三河一色駅